# Murex djarianensis
Murex djarianensis là một loài ốc biển săn mồi cỡ lớn, là động vật thân mềm chân bụng sống ở biển thuộc họ Muricidae, họ ốc gai.

## Phân loài
- Murex djarianensis poppei Houart, 1979